# تريسي مورغان
تريسي جمال مورغان (بالإنجليزية: Tracy Morgan) (ولد في 10 نوفمبر 1968) ممثل وكوميدي أمريكي، عرف بظهوره من ضمن طاقم عمل ساترداي نايت لايف (1996-2003)، وظهوره في المسلسل الكوميدي الأمريكي 30 روك (2006-2013), وفي فيلم كبار رجال الشرطة تم ترشيحه ل جائزة إيمي في عام 2009 لعمله على «30 روك», كما ظهر في العديد من الأفلام كمؤدي صوتي.

## روابط خارجية
- الموقع الرسمي
- تريسي مورغان على موقع IMDb (الإنجليزية)
- تريسي مورغان على موقع ميتاكريتيك (الإنجليزية)
- تريسي مورغان على موقع روتن توميتوز (الإنجليزية)
- تريسي مورغان على موقع قاعدة بيانات الأفلام العربية
- تريسي مورغان على موقع ألو سيني (الفرنسية)
- تريسي مورغان على موقع ميوزك برينز (الإنجليزية)
- تريسي مورغان على موقع أول موفي (الإنجليزية)
- تريسي مورغان على موقع بوكس أوفيس موجو (الإنجليزية)
- تريسي مورغان على موقع قاعدة بيانات الأفلام السويدية (السويدية)
- تريسي مورغان على موقع إن إن دي بي (الإنجليزية)
- Interview with Tracy Morgan
- Tracy Morgan at Emmys.com
- National Transportation Safety Board report on Morgan's 2014 accident